# My Spanish rose (single van André Moss)
My Spanish rose is een single van de saxofonist André Moss uit 1975. Het is een instrumentaal nummer dat werd geschreven en geproduceerd door Jack de Nijs. Op de B-kant staat het nummer Yesterday on my mind. Beide nummers zijn ook te vinden op het album My Spanish rose.

## Hitnoteringen

### Nederland
| My Spanish rose in de Nederlandse Top 40 van 11-10-1975 t/m 22-11-1975 | My Spanish rose in de Nederlandse Top 40 van 11-10-1975 t/m 22-11-1975 | My Spanish rose in de Nederlandse Top 40 van 11-10-1975 t/m 22-11-1975 | My Spanish rose in de Nederlandse Top 40 van 11-10-1975 t/m 22-11-1975 | My Spanish rose in de Nederlandse Top 40 van 11-10-1975 t/m 22-11-1975 | My Spanish rose in de Nederlandse Top 40 van 11-10-1975 t/m 22-11-1975 | My Spanish rose in de Nederlandse Top 40 van 11-10-1975 t/m 22-11-1975 | My Spanish rose in de Nederlandse Top 40 van 11-10-1975 t/m 22-11-1975 | My Spanish rose in de Nederlandse Top 40 van 11-10-1975 t/m 22-11-1975 |
| Week                                                                   | 1                                                                      | 2                                                                      | 3                                                                      | 4                                                                      | 5                                                                      | 6                                                                      | 7                                                                      |                                                                        |
| ---------------------------------------------------------------------- | ---------------------------------------------------------------------- | ---------------------------------------------------------------------- | ---------------------------------------------------------------------- | ---------------------------------------------------------------------- | ---------------------------------------------------------------------- | ---------------------------------------------------------------------- | ---------------------------------------------------------------------- | ---------------------------------------------------------------------- |
| Positie                                                                | 26                                                                     | 20                                                                     | 19                                                                     | 17                                                                     | 21                                                                     | 28                                                                     | 37                                                                     | uit                                                                    |

| My Spanish rose in de Nationale Hitparade van 4-10-1975 t/m 1-11-1975 | My Spanish rose in de Nationale Hitparade van 4-10-1975 t/m 1-11-1975 | My Spanish rose in de Nationale Hitparade van 4-10-1975 t/m 1-11-1975 | My Spanish rose in de Nationale Hitparade van 4-10-1975 t/m 1-11-1975 | My Spanish rose in de Nationale Hitparade van 4-10-1975 t/m 1-11-1975 | My Spanish rose in de Nationale Hitparade van 4-10-1975 t/m 1-11-1975 | My Spanish rose in de Nationale Hitparade van 4-10-1975 t/m 1-11-1975 |
| Week                                                                  | 1                                                                     | 2                                                                     | 3                                                                     | 4                                                                     | 5                                                                     |                                                                       |
| --------------------------------------------------------------------- | --------------------------------------------------------------------- | --------------------------------------------------------------------- | --------------------------------------------------------------------- | --------------------------------------------------------------------- | --------------------------------------------------------------------- | --------------------------------------------------------------------- |
| Positie                                                               | 26                                                                    | 18                                                                    | 18                                                                    | 17                                                                    | 19                                                                    | uit                                                                   |

### Vlaanderen
| My Spanish rose in de Vlaamse Ultratop 30 van 18-10-1975 t/m 13-12-1975 | My Spanish rose in de Vlaamse Ultratop 30 van 18-10-1975 t/m 13-12-1975 | My Spanish rose in de Vlaamse Ultratop 30 van 18-10-1975 t/m 13-12-1975 | My Spanish rose in de Vlaamse Ultratop 30 van 18-10-1975 t/m 13-12-1975 | My Spanish rose in de Vlaamse Ultratop 30 van 18-10-1975 t/m 13-12-1975 | My Spanish rose in de Vlaamse Ultratop 30 van 18-10-1975 t/m 13-12-1975 | My Spanish rose in de Vlaamse Ultratop 30 van 18-10-1975 t/m 13-12-1975 | My Spanish rose in de Vlaamse Ultratop 30 van 18-10-1975 t/m 13-12-1975 | My Spanish rose in de Vlaamse Ultratop 30 van 18-10-1975 t/m 13-12-1975 | My Spanish rose in de Vlaamse Ultratop 30 van 18-10-1975 t/m 13-12-1975 | My Spanish rose in de Vlaamse Ultratop 30 van 18-10-1975 t/m 13-12-1975 |
| Week                                                                    | 1                                                                       | 2                                                                       | 3                                                                       | 4                                                                       | 5                                                                       | 6                                                                       | 7                                                                       | 8                                                                       | 9                                                                       |                                                                         |
| ----------------------------------------------------------------------- | ----------------------------------------------------------------------- | ----------------------------------------------------------------------- | ----------------------------------------------------------------------- | ----------------------------------------------------------------------- | ----------------------------------------------------------------------- | ----------------------------------------------------------------------- | ----------------------------------------------------------------------- | ----------------------------------------------------------------------- | ----------------------------------------------------------------------- | ----------------------------------------------------------------------- |
| Positie                                                                 | 25                                                                      | 15                                                                      | 12                                                                      | 12                                                                      | 13                                                                      | 13                                                                      | 13                                                                      | 19                                                                      | 24                                                                      | uit                                                                     |